# Pastor de los Cárpatos
El Perro pastor de los Cárpatos (Ciobănesc Românesc Carpatin) es una raza de mastín de gran tamaño originario de los montes Cárpatos en Rumanía
.

## Historia
Alfred Edmund Brehm (1829-1885) en Animal's Life, escribió sobre esta raza. El primer dato escrito sobre la raza aparece en Veterinary Science Magazine, año XV, No. 2.
En marzo de 1998, un grupo de admiradores de la raza funda el "Carpathian Shepherd Dogs Club", más tarde renombrado "Club nacional de criadores de pastor de los Cárpatos". El club observó la existencia de muchos ejemplares de la raza en Rucăr, Argeș, considerados ancestros de los ejemplares actuales.
En marzo de 2003, en Bistriţa, tuvo lugar una importante reunión acerca del desarrollo de la raza y el 6 de julio de 2005 en Buenos Aires se aprueba su homologación provisional .
Aunque no está probado, se especula que las varias razas existentes de perros pastores en los montes Cárpatos, así como otras de perros boyeros de montaña descienden de ejemplares desarrollados hace alrededor de 9.000 años en Mesopotamia acompañando la domesticación de ovejas y cabras en esa región.

## Temperamento
Devoto y de buenos modales, es un perro valiente, capaz de hacer frente a un oso en su intento de proteger rebaños de ovejas o a su amo de cualquier daño. Tiene una esperanza de vida de entre 12 y 14 años.